# RB H 1/2
Die Rigibahn (RB) beschaffte insgesamt zwölf Zahnrad-Dampflokomotiven mit der Bezeichnung H 1/2 (bis 1881 A, A I, A II 1881–1887 Ia, I). Jeweils sechs wurden von der SCB-Werkstätte in Olten und von der Schweizerischen Lokomotiv- und Maschinenfabrik in Winterthur geliefert. Die ersten zehn Lokomotiven wurden mit stehendem Kessel ausgeliefert und später auf liegenden Kessel umgebaut. Die Lokomotive Nr. 7 erhielt 1937 wieder einen stehenden Kessel. Diese Lokomotive ist als einzige der zwölf Maschinen als betriebsfähiges Fahrzeug erhalten geblieben.
Die Rigibahn besass mit der Nr. 14 noch eine weitere H 1/2, dabei handelt es sich um die H 1/2 Nr. 2, die 1908 von der der Arth-Rigi-Bahn gekauft wurde.

## Geschichte
Bei den Lokomotiven handelt es sich um die Fahrzeuge, die zur Betriebseröffnung der Bahn angeschafft wurden. Es handelt sich zugleich um die ersten Bergbahn-Zahnraddampflokomotiven der Schweiz und Europas. Älter sind nur die Lokomotiven der Mount Washington Cog Railway. Da die Bahn von Niklaus Riggenbach entworfen wurde, kam auch sein Zahnradsystem Riggenbach zum Einsatz.

## Technisches
Die Lokomotiven, die in der SCB-Werkstätte in Olten gebaut wurden, entstanden nach den Plänen von Niklaus Riggenbach, welcher zugleich Maschinenmeister und Chef der SCB-Werkstätte war. Die ersten vier Fahrzeuge der SLM waren mit diesen mehr oder weniger baugleich, dabei handelte es sich zugleich um die ersten vor der SLM erbauten Triebfahrzeuge. Erst die zwei Nachbauten von 1899 und 1902 unterschieden sich deutlich von den älteren Maschinen und entsprechen technisch eher der H 1/2 der Arth-Rigi-Bahn.
Die Lokomotiven waren auf einen innenliegenden Plattenrahmen, der sich auf zwei Laufachsen abstützt, aufgebaut. Beide Radsätze sind Losradsätze, womit sie besser mit engen Bögen zurechtkommen. Die talseitige Achse war ungefedert, die Federn der bergseitigen Achse befanden sich über den Lagern. Der Plattenrahmen war nach vorne verlängert und trug anfänglich einen offenen Gepäckraum. Die beiden Zylinder befanden sich aussen am Rahmen hinter der bergseitigen Achse und wirkten auf eine Blindwelle. Die liegende Zwillingsdampfmaschine war parallel zum Rahmen ausgerichtet und die Kreuzköpfe zweischienig geführt. Es wurde eine Allan-Steuerung verwendet. Bei den Lokomotiven 1 bis 6 erfolgte die Ansteuerung mit Vollexzenter, ab Lokomotive 7 mit Kurbelexzenter. Das Antriebszahnrad befand sich bei den Lokomotiven 1 und 2 anfänglich auf einer eigenen Welle, wurde aber 1888 wie bei den restlichen, zwischen 1871 und 1873 gelieferten Lokomotiven auf die talseitige Achse versetzt. Nur bei den Lokomotiven 10 und 11 war eine separate Antriebswelle im Schwerpunkt der Maschine eingebaut. Deshalb mussten die Zylinder vor die bergseitige Achse gesetzt werden. Das Zahnrad hat einen Teilkreisdurchmesser von 637 mm, was bei einer 100-mm-Teilung der Zahnstange 20 Zähne ergibt. Neben dem Antriebszahnrad befanden sich beidseitig die Übertragungszahnräder, welche nicht mit dem Antriebszahnrad verschraubt waren und in die die Ritzel der Kurbelwelle eingriffen. Das Übersetzungsverhältnis betrug dabei 1 : 3,07.
Der stehende Kessel war so geneigt eingebaut, dass er bei 120 ‰ Neigung senkrecht stand. Diese Anordnung wurde gewählt, da so besser gewährleistet war, dass feuerberührte Teile immer von Wasser umgeben sind, und somit die Gefahr eines Kesselzerknalls verringert wird. Diesen Vorteil erkauft man sich aber mit Nachteilen im Betrieb und vor allem beim Unterhalt. Da sich in der Zwischenzeit bei der Arth-Rigi-Bahn Lokomotiven mit liegendem Kessel bewährt hatten, entschloss man sich nach zwölf Jahren, die Lokomotiven nacheinander auf liegende Kessel umzubauen. Der Umbau vollzog sich zwischen 1882 und 1892. Die liegenden Kessel waren um ca. 10° nach vorn geneigt. Diese Zweitkessel wichen in den Massen voneinander ab. Die Lokomotiven 5 und 10 erhielten noch einen dritten, mit Überhitzer ausgerüsteten Kessel. Einen Überhitzer erhielten nachträglich auch die Lokomotiven 11 und 12. Von den beiden Nachbauten erhielt nur die Lokomotive 12 einen zweiten Kessel.
Für die Talfahrt war von Anfang an eine Riggenbach-Gegendruckbremse vorhanden. Zusätzlich ist eine doppelte Rillenscheiben-Spindelbremse vorhanden, die auf das Antriebszahnrad wirkt. Auf die Rillenscheibenbremse wirkte auch die Dampfbremse, die bei Geschwindigkeitsübertretung – durch einen Fliehkraftregler ausgelöst – automatisch und selbsttätig die Dampflokomotive zum Stillstand brachte. Die Kurbelwellen-Bandbremse wurde erst ab 1889 eingeführt und wurde mittels eines langen Klinkenhebels bedient. Infolge des Unfalls bei der ARB – bei dem die Achse mit dem einzigen Zahnrad brach – wurde ab 1889 die bergseitige Achse verstärkt und mit einem Bremszahnrad versehen.
Die Lokomotiven 4, 10, 11 und 12 wurden zwischen 1911 und 1929 mit einem Schmidtschen Überhitzer versehen. Das erforderte bei den Maschinen 4 und 10 ein Ersatz des Kessels, denn mit dem Umbau wurde auch der Dampfdruck von 10 auf 12 Ath. erhöht. Auch wurden grössere Zylinder und Kolbenschieber eingebaut. Bei den beiden anderen Maschinen wurde der ursprüngliche Kesseldruck und die Zylinder beibehalten (Kesseldruck: Nr. 11 11 Atm., Nr. 12 12 Atm.) und nur die Schieber angepasst.
| Nummer | Bezeichnung bis 1881 | Bezeichnung 1881–1887 | Name         | Baujahr | Hersteller           | Fabriknummer | zweiter Kessel Umbau | Überhitzer          | Ausrangierung | Bemerkungen                                             |
| ------ | -------------------- | --------------------- | ------------ | ------- | -------------------- | ------------ | -------------------- | ------------------- | ------------- | ------------------------------------------------------- |
| 1      | A                    | Ia                    | Stadt Luzern | 1870    | SCB Werkstätte Olten | 17           | 1882                 |                     | 1914          | anschliessend Abbruch                                   |
| 2      | A                    | Ia                    | Stadt Basel  | 1871    | SCB Werkstätte Olten | 18           | 1883                 | —                   | 1923          | anschliessend Abbruch                                   |
| 3      | A                    | Ia                    | Stadt Bern   | 1871    | SCB Werkstätte Olten | 19           | 1884                 | —                   | 1923          | anschliessend Abbruch                                   |
| 4      | A I                  | I                     | —            | 1872    | SCB Werkstätte Olten | 21           | 1886                 | 1911 3. Kessel      | 1937          | anschliessend Abbruch                                   |
| 5      | A I                  | I                     | —            | 1872    | SCB Werkstätte Olten | 22           | 1886                 | —                   | 1937          | anschliessend Abbruch                                   |
| 6      | A I                  | I                     | —            | 1872    | SCB Werkstätte Olten | 23           | 1891                 | —                   | 1923          | anschliessend Abbruch                                   |
| 7      | A II                 | I                     | —            | 1873    | SLM                  | 1            | 1892                 | —                   | 1937          | 1937 Umbau auf stehenden Kessel, betriebsfähig erhalten |
| 8      | A I                  | I                     | —            | 1873    | SLM                  | 2            | 1892                 | —                   | 1937          | anschliessend Abbruch                                   |
| 9      | A II                 | I                     | —            | 1873    | SLM                  | 3            | 1891                 | —                   | 1937          | anschliessend Abbruch                                   |
| 10     | A II                 | I                     | —            | 1873    | SLM                  | 4            | 1888                 | 1929 dritter Kessel | 1937          | anschliessend Abbruch                                   |
| 11     | —                    | —                     | —            | 1899    | SLM                  | 1210         | —                    | 1919                | 1938          | anschliessend Abbruch                                   |
| 12     | —                    | —                     | —            | 1902    | SLM                  | 1415         | 1930                 | 1912                | 1946          | anschliessend Abbruch                                   |

Anmerkung Tabelle: Die Lokomotiven aus der SCB-Werkstätte Olten trugen auf dem Fabrikschild keine Nummer, aber ein Namensschild von Niklaus Riggenbach mit Nummer und Jahreszahl. Beim Umbau der Lokomotiven von stehendem auf liegendem Kessel wurden die Ersatzkessel vom ursprünglichen Hersteller bezogen. Die dritten Kessel und die Überhitzer bezog man von der SLM.

## Betriebliches
Die Lokomotiven 1–10 konnten entweder einen grossen oder zwei kleine Vorstellwagen befördern, die Lokomotiven 11 und 12 einen grossen und einen kleinen Vorstellwagen.
Bis zur Inbetriebnahme der drei H 2/3 1913, 1923 und 1925 bewältigten die H 1/2 den gesamten Verkehr. Da die Lokomotiven 15–17 zwei grosse Vorstellwagen befördern können, wurden die H 1/2 danach seltener eingesetzt. Mit der Elektrifizierung der Strecke 1937 wurde alle Lokomotiven überzählig und ausrangiert.
Nur die erst 1930 neubekesselte Lokomotive 12 blieb bis 1946 im Bestand.
Die Lokomotiven wurden wie folgt ausrangiert und bis auf die Nr. 7 verschrottet: 1914 Nr. 1; 1923 Nr. 6; 1932 Nr. 2 und 3; 1937 Nr. 4, 5, 7, 8, 9 und 10; 1938 Nr. 11; 1946 Nr. 12.

## Historische Lokomotive Nr. 7

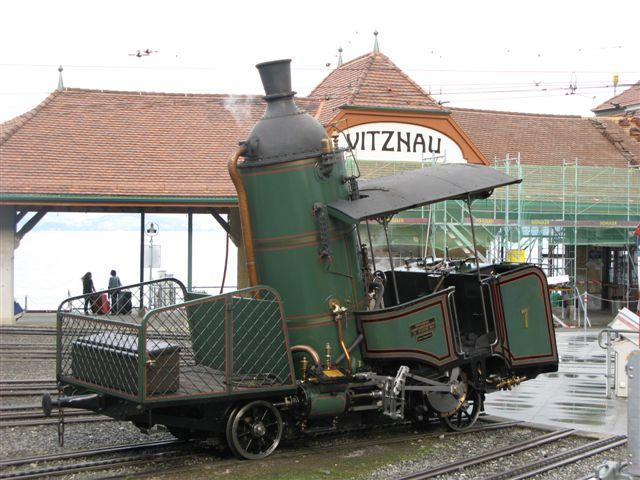
Die aufgearbeitete Lokomotive Nr. 7 2009 in Vitznau
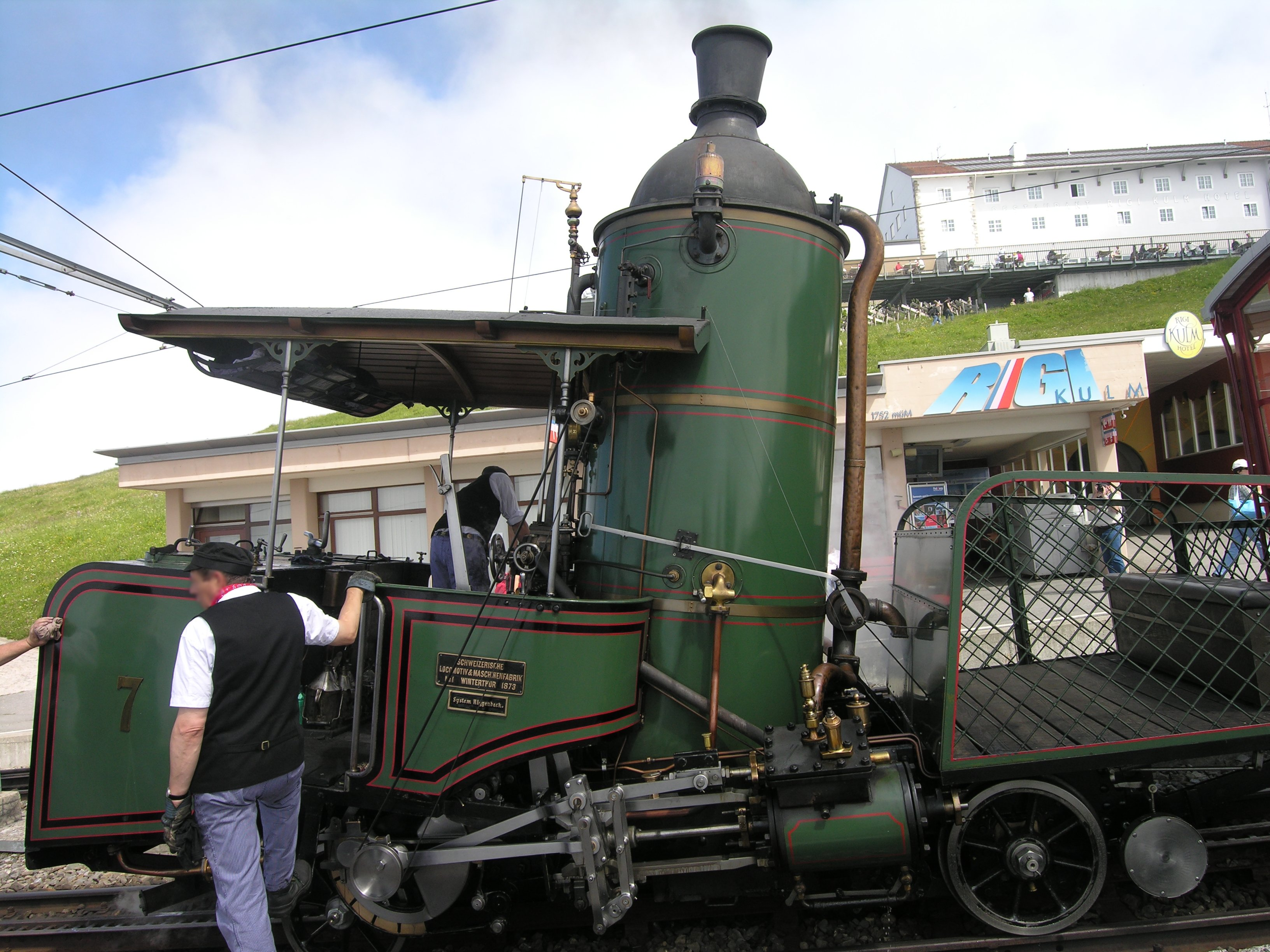
Lok 7 2009 in Rigi Kulm

Nach der Ausrangierung im Jahr 1937 wurde die Lokomotive 7 in Zusammenarbeit mit der SLM äusserlich wieder in den Ursprungszustand versetzt, was sich vor allem durch den stehenden Kessel und der Gepäckplattform bemerkbar macht. Die in der Zwischenzeit eingebaute zusätzliche Kurbelwellen-Bandbremse und das zusätzliche Bremszahnrad wurden beibehalten. Sie war als Nummer 1 bezeichnet bei der Schweizerischen Landesausstellung 1939 ausgestellt, danach wieder mit der Nummer 7 in Vitznau. 1959 kam sie ins Verkehrshaus der Schweiz in Luzern. Im Hinblick auf das 125-Jahr-Jubiläum der Vitznau-Rigi-Bahn wurde sie betriebsfähig aufgearbeitet, sodass sie im Sommer 1996 zwischen Rigi Staffel und Rigi Kulm Extrazüge fahren konnte. Anlässlich der Feierlichkeit 150 Jahre Schweizer Bahnen wurde sie 1997 erneut eingesetzt, diesmal aber ab Arth-Goldau. Danach stand sie wieder im Verkehrshaus in der Ausstellung. Zwischen dem 24. November 2008 und dem 3. Dezember 2009 weilte sie erneut bei Rigi-Bahnen, um danach erneut ins Verkehrshaus zurückzukehren. Für das 150-jährige Jubiläum der VRB wurde sie im September 2020 wieder nach Vitznau gebracht, um im Jubiläumsjahr auf ihrer alten Strecke eingesetzt zu werden. Seither wird sie regelmässig von Vitznau und Goldau für Extrafahrten eingesetzt.